# شی لیم
شی لیم (simplified Chinese ; متولد 1988) یک مدل سنگاپوری و دارنده عنوان مسابقه زیبایی است که عنوان میس یونیورس سنگاپور 2013 را به دست آورده است و نماینده سنگاپور در مسابقه دوشیزه جهان ۲۰۱۳ بود. او همچنین در فصل پنجم سوپر مدل من شرکت کرد.
لیم در دانشگاه نیویورک تحصیل کرد و با لیسانس هنر در مطالعه فردی (تخصص در علوم شناختی) فارغ‌التحصیل شد.
لیم در سال ۲۰۰۴ با خانواده اش به کانادا نقل مکان کرد، زیرا پدرش در حال گذراندن دوره کارشناسی ارشد خود در کانادا بود. دو سال بعد، زمانی که او مدرک کارشناسی ارشد خود را به پایان رساند، به سنگاپور بازگشتند.